# Mu2 Pavonis
Título a ser usado para criar uma ligação interna é Mu2 Pavonis.
Mu2 Pavonis (83 Pavonis) é uma estrela na direção da constelação de Pavo. Possui uma ascensão reta de 20h 01m 52.40s e uma declinação de −66° 56′ 37.7″. Sua magnitude aparente é igual a 5.32. Considerando sua distância de 234 anos-luz em relação à Terra, sua magnitude absoluta é igual a 1.04. Pertence à classe espectral K2IVCN....